# Pietro Micca

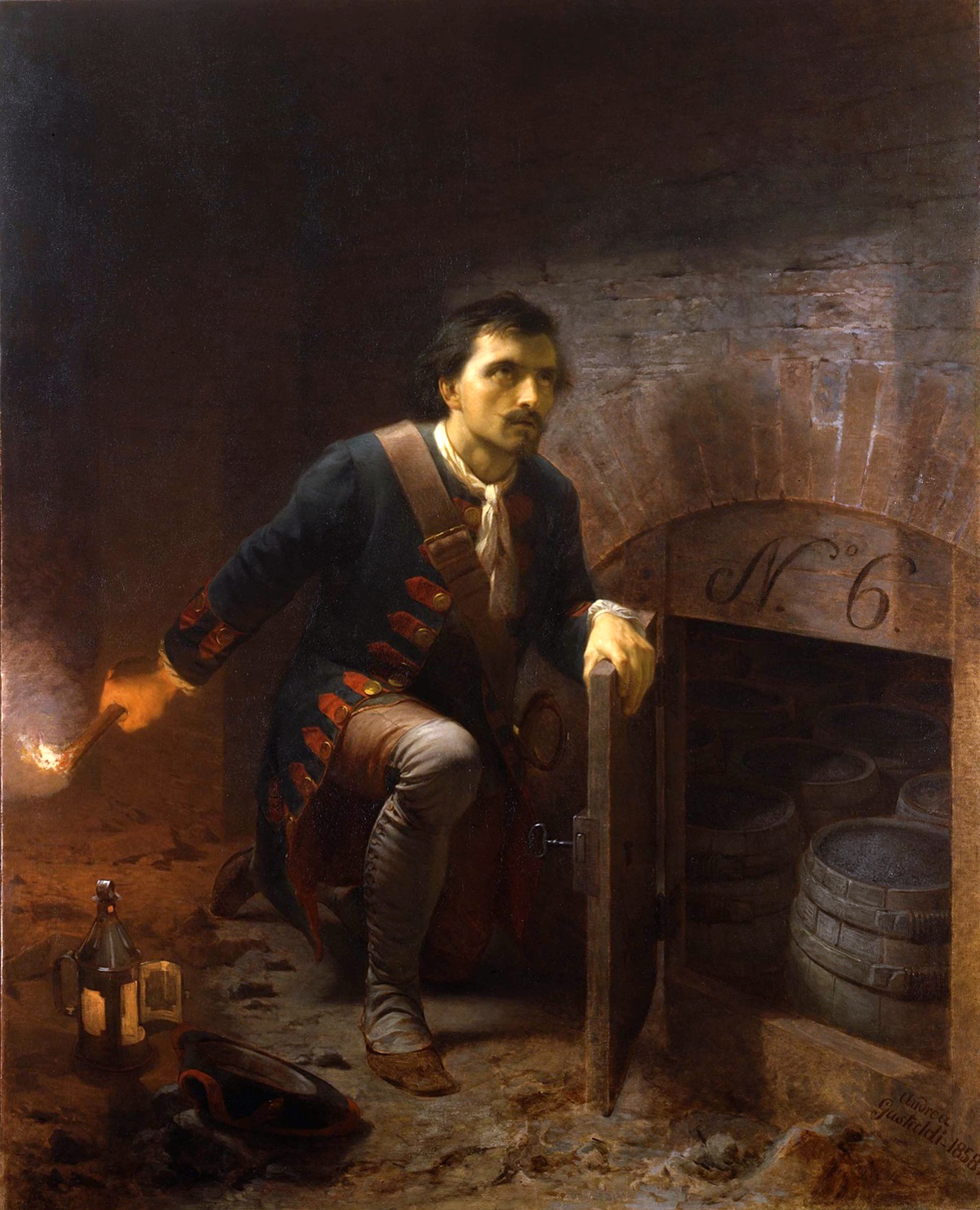
Artystyczna wizja czynu Pietro Micca (mal. Andrea Gastaldi, 1858)

Pietro Micca, właśc. Pierre Micha (ur. 6 marca 1677 w Sagliano, zm. 30 sierpnia 1706 w Turynie) – sabaudzki żołnierz ogłoszony piemonckim bohaterem dzięki swemu poświęceniu podczas oblężenia Turynu przez Francuzów w 1706.
Urodził się w piemonckim Sagliano. Jego matką była Anna Martinazzo z Riabella. Niewiele wiadomo o jego życiu przed bohaterskim wyczynem. 
Podczas oblężenia Turynu Francuzom w nocy 29/30 sierpnia 1706 udało się przeniknąć do chodnika minerskiego, który na czas jednak zdążył zablokować należący do oddziału saperów Pietro Micca ze współtowarzyszem. Napastnicy prawdopodobnie wdarliby się do twierdzy, gdyby żołnierz nie zdetonował baryłek prochu, wskutek czego śmierć poniosła większość atakujących; on sam został ciężko ranny i zmarł wkrótce potem.
Heroizm jego był częstym tematem poematów, sztuk teatralnych i powieści. Hrabia Giuseppe Solaro della Margherita, dowódca garnizonu Turynu utrzymywał, że Micca przypadkowo wystrzelił w minę mierząc raczej do znajdujących się obok żołnierzy francuskich.
Poświęcona jest mu osobna ekspozycja w okolicznościowym muzeum w Turynie.

## Literatura
- Antonio Manno: Pietro Micca ed il Generale Solaro de la Margarita. Torino 1883